# Lachnorhiza
Lachnorhiza là một chi thực vật có hoa trong họ Cúc (Asteraceae).

## Loài
Chi Lachnorhiza gồm các loài: